# رجل وحيد (فلم)
رجل وحيد (بالإنجليزية: A Single Man) هو فيلم دراما تم إنتاجه في الولايات المتحدة وصدر في سنة 2009. الفيلم من إخراج توم فورد من بطولة كولين فيرث وجوليان مور وماثيو جوود ونيكولاس هولت. الفيلم جاء تجسيداً لرواية رجل واحد للكاتب كريستوفر إشيروود. تم ترشيح بطل الفيلم كولين فيرث لجائزة الأوسكار لأفضل ممثل لتجسيده دور جورج فالكونر وهو بروفيسور بريطاني مثلي الجنس يعيش بالولايات المتحدة.

## الميزانية والإيرادات
بلغت تكلفة إنتاج الفيلم حوالي 7 ملايين دولار بينما حقق إيرادات تقدر بـ 24.9 مليون دولار.

## وصلات خارجية
- مقالات تستعمل روابط فنية بلا صلة مع ويكي بيانات